# Takijirō Ōnishi
Takijirō Ōnishi (jap. 大西 瀧治郎 Ōnishi Takijirō; ur. 2 czerwca 1891 we wsi Ashida, ob. Tamba, zm. 16 sierpnia 1945 w Tokio) – wiceadmirał Cesarskiej Marynarki Wojennej Japonii podczas II wojny światowej, najbardziej znany jako autor koncepcji kamikaze.

## Wczesna kariera
Pochodził z wioski Ashida (część dzisiejszego miasta Tamba) w prefekturze Hyōgo. Ukończył 40. klasę Akademii Cesarskiej Marynarki Wojennej Japonii, zajmując 20. miejsce w klasie ze 144 kadetów w 1912 roku. Służył jako członek załogi na krążowniku „Soya” i krążowniku liniowym „Tsukuba”, a po otrzymaniu stopnia chorążego został przydzielony na pancernik „Kawachi”.
Jako podporucznik marynarki został przydzielony do okrętu-bazy wodnosamolotów „Wakamiya” i pomógł rozwinąć Cesarską Służbę Lotniczą Marynarki Wojennej Japonii na jej wczesnym etapie. Został również wysłany do Anglii i Francji w 1918 roku, aby dowiedzieć się więcej o rozwoju samolotów bojowych i ich wykorzystaniu w I wojnie światowej. Po powrocie został awansowany na porucznika i przydzielony do Grupy Lotnictwa Morskiego Yokosuka, gdzie służył od 1918 do 1920 roku. Później kontynuował służbę na różnych stanowiskach sztabowych związanych z lotnictwem morskim w latach 20., był również instruktorem lotniczym w Kasumigaurze.
Po awansie na porucznika komandora, Ōnishi został przeniesiony na lotniskowiec „Hōshō” 10 grudnia 1928 roku jako dowódca eskadry lotniczej. Został oficerem wykonawczym lotniskowca „Kaga” 15 listopada 1932 roku. Został awansowany na kontradmirała 15 listopada 1939 roku i szefa sztabu 11 Floty Powietrznej.

## II wojna światowa

Ōnishi w kokpicie samolotu, ubrany w kombinezon lotniczy

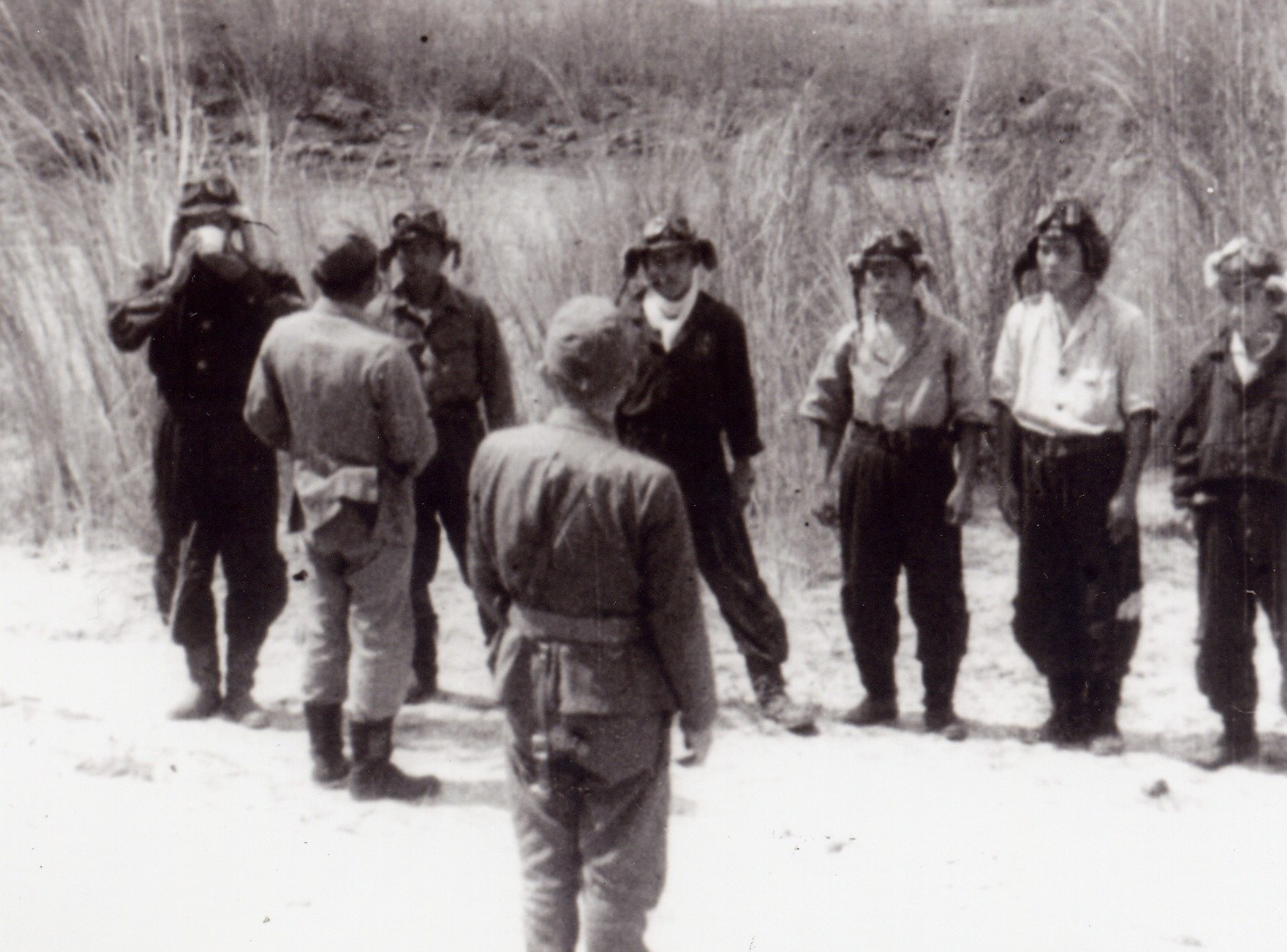
Ōnishi (stoi tyłem po lewej) zagrzewa pilotów kamikaze przed ich ostatnim lotem, 25 października 1944

Na początku wojny na Pacyfiku Ōnishi był szefem Wydziału Rozwoju Lotnictwa Marynarki Wojennej w Ministerstwie Amunicji i odpowiadał za niektóre szczegóły techniczne ataku na Pearl Harbor przeprowadzonym w 1941 roku pod dowództwem admirała Isoroku Yamamoto. Ōnishi sprzeciwił się atakowi, twierdząc, że doprowadzi on do wojny na pełną skalę z wrogiem, który ma zasoby, aby pokonać Japonię i zmusić ją do bezwarunkowej kapitulacji. Niemniej jednak jego 11 Flota Powietrzna odegrała kluczową rolę w operacjach przeciwko siłom amerykańskim na Filipinach prowadzonych z okupowanego przez Japonię Tajwanu.
1 maja 1943 roku awansował na wiceadmirała. W październiku 1944 roku Ōnishi został dowódcą 1 Floty Powietrznej na północnych Filipinach. Chociaż powszechnie uważa się, że opracował taktykę samobójczych ataków powietrznych (kamikaze) na alianckie lotniskowce, projekt ten istniał już wcześniej, a sam Ōnishi pierwotnie sprzeciwiał się mu jako „herezji”. Po utracie Marianów i otrzymaniu rozkazu zniszczenia floty lotniskowców US Navy przed operacją Sho, Ōnishi zmienił swoje stanowisko i nakazał przeprowadzenie ataków samobójczych. Podczas spotkania na lotnisku Mabalacat w pobliżu Manili 19 października 1944 roku Ōnishi, który odwiedził kwaterę główną 201 Korpusu Lotniczego Marynarki Wojennej, powiedział: „Moim zdaniem istnieje tylko jeden sposób, aby nasza skąpa siła dała maksimum efektu – zorganizowanie jednostek uderzeniowych składających się z myśliwców Zero uzbrojonych w bomby 250-kilogramowe. Z nimi każdy samolot uderzy w nieprzyjacielski lotniskowiec… Co o tym myślicie?”.
Ōnishi zwrócił się osobiście do pierwszej jednostki kamikaze i ogłosił, że jej szlachetność ducha uchroni ojczyznę przed ruiną nawet w obliczu klęski. Po odwołaniu do Tokio 19 maja 1945 roku został wiceszefem Sztabu Generalnego Cesarskiej Marynarki Wojennej Japonii.
Tuż przed końcem wojny naciskał na kontynuowanie walki i powiedział, że poświęcenie 20 milionów kolejnych japońskich istnień uczyni Japonię zwycięską.

## Śmierć
Ōnishi popełnił rytualne samobójstwo (seppuku) w swojej kwaterze 16 sierpnia 1945 roku po ogłoszeniu kapitulacji Japonii. W liście pożegnalnym przeprosił około 4000 pilotów, których wysłał na śmierć, i wezwał wszystkich młodych cywilów, którzy przeżyli wojnę, do pracy na rzecz odbudowy Japonii i pokoju między narodami. W związku z tym nie posłużył się kaishakunin, sekundantem, który zwykle skraca konanie przez ścięcie głowy mieczem, i umierał w wyniku zadanych sobie ran przez 15 godzin.
Miecz, którym Ōnishi popełnił samobójstwo, znajduje się w Muzeum Yūshūkan w świątyni Yasukuni w Tokio. Prochy Ōnishiego podzielono pomiędzy dwa groby: jeden w świątyni zen Sōji-ji w Tsurumi w Jokohamie, a drugi na publicznym cmentarzu w jego rodzinnej miejscowości, dawnej wsi Ashida w prefekturze Hyōgo.